# Lhasa
Lhasa (tibetsky: ལྷ་ས་ [l̥ásə] nebo [l̥ɜ́ːsə], wylie: lha sa; čínsky: 拉薩; pinyin: lāsà) je tradiční hlavní město Tibetu, v současné době je hlavním městem Tibetské autonomní oblasti Čínské lidové republiky. Lhasa je tradičním centrem tibetského buddhismu a do roku 1959 byla sídlem dalajlámů.
Ve Lhase se nachází palác Potála a Norbulingka, které tvoří součást kulturních památek světového dědictví. Podle sčítání lidu z roku 2013 zde žije okolo 279 074 lidí.
V současném administrativním uspořádání čínský název "Lasa" označuje městskou prefekturu, jež je tvořena krom vlastního města Lhasa i okolními okresy, zatímco vlastní původní město Lhasa se čínsky nyní označuje názvem "Čcheng-kuan" (Chéngguān Qū).

## Historie

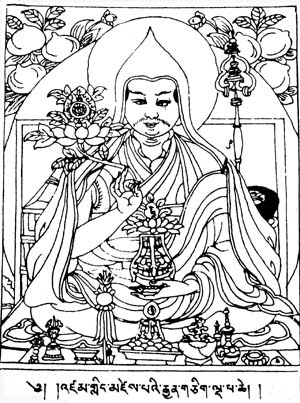
Ngawang Lozang Gjamccho, který v 17. století ustanovil Lhasu administrativním tibetským centrem Tibetu

Když se pátému dalajlámovi Ngawang Lozang Gjamcchovi (1617–1682) podařilo podrobit si Tibet, ustanovil Lhasu administrativním centrem Tibetské říše. Ve Lhase zahájil stavbu Potály, která byla dokončena pár let po jeho smrti. V této době získala Lhasa nepochybné postavení coby politické hlavní město Tibetu.
Lhasa byla po mnoho staletí „zakázané město“ a její brány byly uzavřeny všem lidem ze Západu. V 19. století se do Lhasy marně snažil dostat např. Sven Hedin a Nikolaj Prževalskij. Naopak s úspěchem se na území města dostali např. Alexandra David-Néelová a Heinrich Harrer,
na počátku 20. století Lhasu načas obsadil britský expediční sbor vedený Francisem Younghusbandem v rámci tzv. Younghusbandovy expedice.
Jelikož se jednalo o významné centrum tibetského buddhismu, téměř polovina obyvatelstva Lhasy byli mniši. Obyvatelstvo Lhasy bylo v roce 1951 odhadováno na 25 000 a dalších 15 000 mnichů v žilo klášterech. Dnes má město okolo 250 tisíc obyvatel, velká část z nichž jsou Číňané (Chanové nebo Chuejové).

## Geografie
Lhasa leží v oblasti známé jako „údolí Lhasa“, v provincii Ü, jejímž je hlavním městem. Třebaže průměrná nadmořská výška údolí je vyšší než 3 000 m, hory kolem města dosahují výšek kolem 5 500 m. Městem protéká řeka Kjičhu, levostranný přítok Brahmaputry.
Lhasa patří mezi nejvýše položená města na světě, její průměrná nadmořská výška je asi 3 650 m n. m.

## Ekonomika

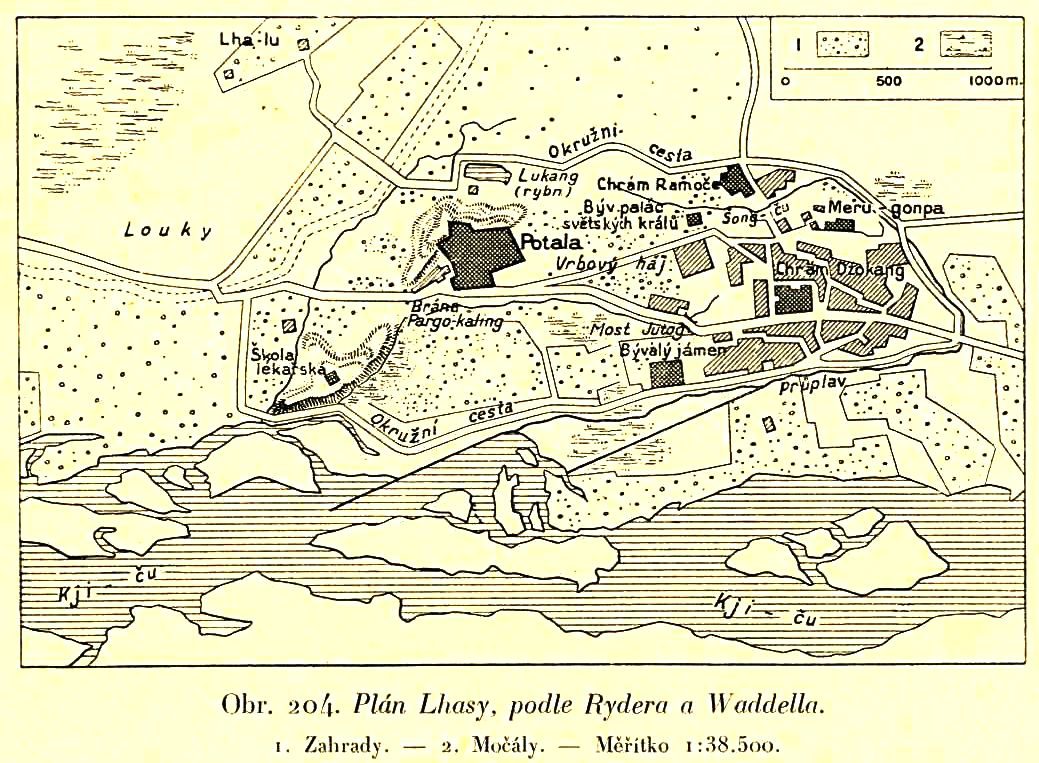
Mapa Lhasy před druhou světovou válkou

Velmi významný pro tuto oblast je turistický ruch, turisty přitahuje palác Potála, velkolepá himálajská krajina a mnoho planě rostoucích rostlin a zvířat ve vysokých polohách střední Asie. Po mnoho let v této oblasti nebyly žádné chemické a automobilové továrny a bylo zde dobré životní prostředí. To se však v posledních letech změnilo. V blízkosti se těží měď, olovo a zinek a čínská vláda experimentuje s novými metodami těžby minerálů a energetických surovin. Za účelem zlepšení ekonomiky v regiony vláda také postavila železnici do Číny, která výrazně zjednodušila odvoz vytěženého materiálu do čínského vnitrozemí. V TAO operuje 5 civilních a množství nákladních a vojenských letišť.

## Demografie
V celé prefektuře žije 576 100 obyvatel (2011), ve městě Lhasa žije asi 134 tisíc obyvatel (2013), z toho Tibeťané představují přibližně 87 %.
| národnost         | Tibeťané | Číňané | Chuejové | Monguoři | Tungsiangové | Mandžuové | Mongolové | Tchuťiaové | Miaové | Kazaši | ostatní |
| ----------------- | -------- | ------ | -------- | -------- | ------------ | --------- | --------- | ---------- | ------ | ------ | ------- |
| počet obyvatel    | 429104   | 121065 | 6412     | 673      | 375          | 239       | 165       | 161        | 155    | 143    | 931     |
| procento populace | 76.70    | 21.64  | 1.15     | 0.12     | 0.07         | 0.04      | 0.03      | 0.03       | 0.03   | 0.03   | 0.17    |
| procento menšiny  | 97.89    | ---    | 1.46     | 0.15     | 0.09         | 0.05      | 0.04      | 0.04       | 0.04   | 0.03   | 0.21    |

| obyvatelstvo TAO (2010) | obyvatelstvo TAO (2010) | obyvatelstvo TAO (2010) | obyvatelstvo TAO (2010) | obyvatelstvo TAO (2010) | obyvatelstvo TAO (2010) | obyvatelstvo TAO (2010) | obyvatelstvo TAO (2010) |
|                         | obyvatelstvo            | Tibeťané                | Tibeťané                | Číňané                  | Číňané                  | ostatní                 | ostatní                 |
| prefektura celkem       | 474,499                 | 387,124                 | 81.6%                   | 80,584                  | 17.0%                   | 6,791                   | 1.4%                    |
| ----------------------- | ----------------------- | ----------------------- | ----------------------- | ----------------------- | ----------------------- | ----------------------- | ----------------------- |
| Čcheng-kuan             | 223,001                 | 140,387                 | 63.0%                   | 76,581                  | 34.3%                   | 6,033                   | 2.7%                    |
| Lhündrub                | 50,895                  | 50,335                  | 98.9%                   | 419                     | 0.8%                    | 141                     | 0.3%                    |
| Damžung                 | 39,169                  | 38,689                  | 98.8%                   | 347                     | 0.9%                    | 133                     | 0.3%                    |
| Ňemo                    | 27,375                  | 27,138                  | 99.1%                   | 191                     | 0.7%                    | 46                      | 0.2%                    |
| Čhušur                  | 29,690                  | 28,891                  | 97.3%                   | 746                     | 2.5%                    | 53                      | 0.2%                    |
| Tölung dechën           | 40,543                  | 38,455                  | 94.8%                   | 1,868                   | 4.6%                    | 220                     | 0.5%                    |
| Tagce                   | 24,906                  | 24,662                  | 99.0%                   | 212                     | 0.9%                    | 32                      | 0.1%                    |
| Mäldro gungkar          | 38,920                  | 38,567                  | 99.1%                   | 220                     | 0.6%                    | 133                     | 0.3%                    |

## Kultura

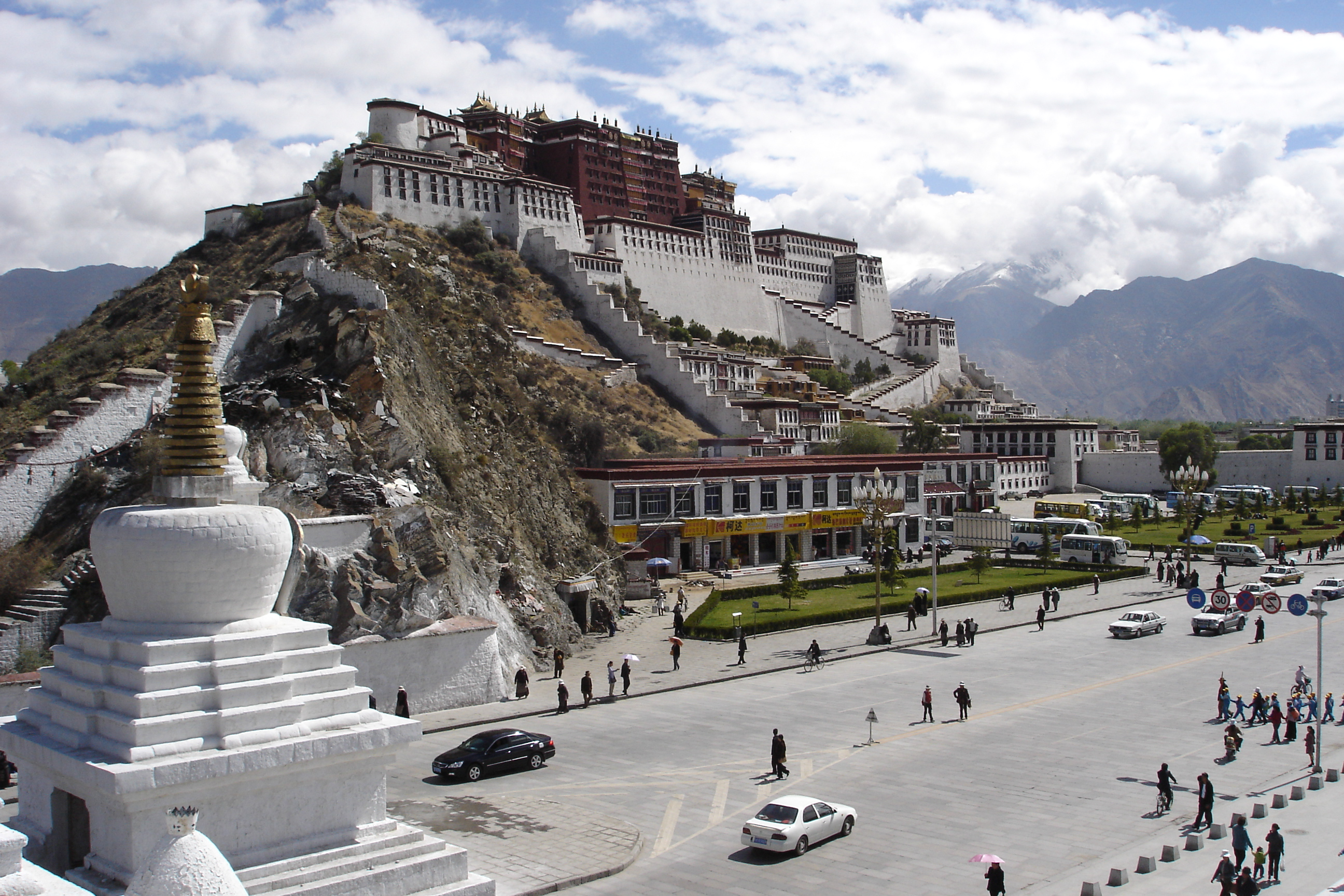
Palác Potála, který tvoří dominantu a hlavní památku Lhasy

Lhasa má mnoho významných staveb jako jsou kláštery Sera a Däpung. K významným buddhistickým chrámům Lhasy patří Džókhang, ve kterém jsou podle tradice uchovány sochy Buddhy, které do Tibetu přinesly manželky Söngcana Gampa Wen-čcheng a Bhrkutí Déví. Lhasa má i památky na seznamu světového dědictví, totiž „Historický soubor paláce Potály“, který zahrnuje několik staveb v čele s Potálou a Norbulingkou. Mnoho důležitých míst bylo poškozeno nebo zničeno během kulturní revoluce.

## Turistika
Podle regionálních úřadů navštívil Tibet v roce 2004 1 milion návštěvníků. Čínské úřady plánují v regionu ambiciózní růst turistiky až na 10 milion návštěvníků do roku 2020; většinou by mělo jít o etnické Číňany. V roce 2013 navštívilo TAO víc než 12 milionů turistů. Návštěvníci byli převážně z Číny, protože v tomto roce vláda razantně zpřísnila podmínky vstupu do TAO pro zahraniční turisty.

## Doprava

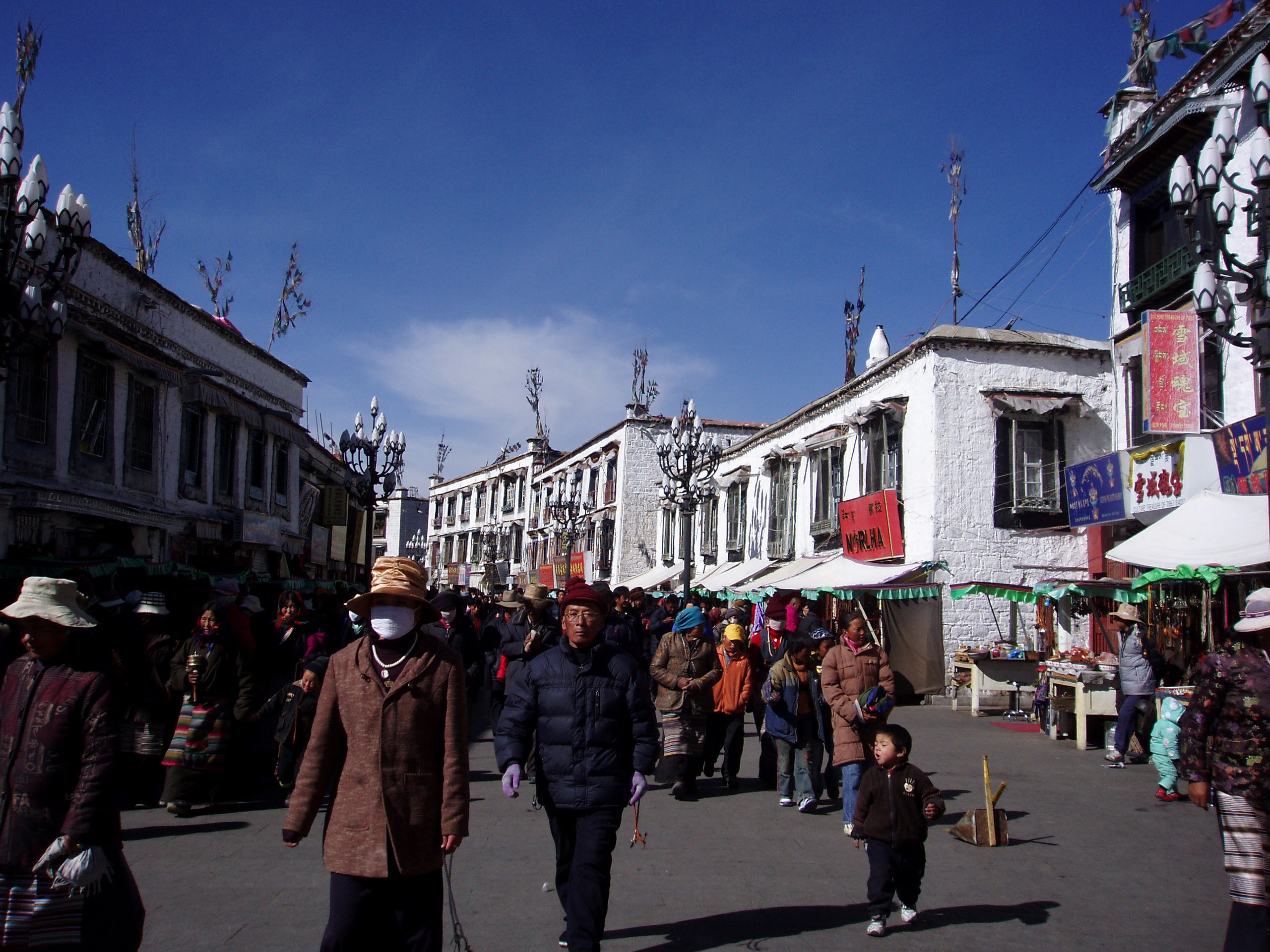
Ulice Barkhor ve Lhase

Kvůli své odlehlé poloze byla Lhasa v minulosti obtížně přístupná. Historické cesty vedoucí vysoko položenými průsmyky spojovaly Tibet s Čínou, Indií a Nepálem. Horské silnice sjízdné pro motorová vozidla byly postaveny převážně až v období po roce 1945. Asi 100 km jižně od města bylo vybudováno letiště Lhasa Gonggar (IATA: LXA, ICAO: ZULS), jehož vzletová/přistávací dráha měří vzhledem k vysoké nadmořské výšce a tím i nízké hustotě vzduchu celých 4000 m. V roce 2006 byla dokončena Železniční trať Golmud - Lhasa spojující Tibet s Čínou. Dopravu po této trati zajišťují speciálně upravené vlakové soupravy, které mají např. dvojitá okna chránící před UV zářením, na vyžádání jsou také kyslíkové masky, jež cestujícím pomáhají vyrovnat se s řídkým vysokohorským vzduchem. V srpnu 2014 byl zprovozněn nový úsek železnice ze Lhasy do Žikace.

## Lhasa a umění
Život v Lhase byl popsán rakouským horolezcem Heinrichem Harrerem v jeho knize Sedm let v Tibetu a ve stejnojmenném filmu natočeném podle této knihy, ve kterém hráli Brad Pitt a David Thewlis. Kniha pojednává o životě ve Lhase během 40. let 20. století v době 2. světové války a těsně po ní.

## Administrativní dělení
Lhasa taktéž zastupuje městskou prefekturu Lhasa, správní centrum je v části města nazývaným Čcheng-kuan (de facto část Lhasy postavená Číňany v 50. a 60. letech 20. století).
| mapa          | mapa           | mapa            | mapa                      | mapa       | mapa               | mapa                | mapa          | mapa |
| ------------- | -------------- | --------------- | ------------------------- | ---------- | ------------------ | ------------------- | ------------- | ---- |
|               |                |                 |                           |            |                    |                     |               |      |
| #             | název          | tibetsky        | Wylie                     | čínsky     | pchin-jin          | obyvatelstvo (2003) | rozloha (km²) |      |
| městský obvod |                |                 |                           |            |                    |                     |               |      |
| 1             | Čcheng-kuan    | ཁྲིན་ཀོན་ཆུས་       | khrin kon chus            | 城关区     | Chéngguān Qū       | 140 000             | 525           |      |
| okres         |                |                 |                           |            |                    |                     |               |      |
| 2             | Lhündrub       | ལྷུན་གྲུབ་རྫོང་       | lhun grub rdzong          | 林周县     | Línzhōu Xiàn       | 60 000              | 4 100         |      |
| 3             | Damžung        | འདམ་གཞུང་རྫོང      | dam gzhung rdzong         | 当雄县     | Dāngxióng Xiàn     | 40 000              | 10 234        |      |
| 4             | Ňemo           | སྙེ་མོ་རྫོང་         | snye mo rdzong            | 尼木县     | Nímù Xiàn          | 30 000              | 3 266         |      |
| 5             | Čhušur         | ཆུ་ཤུར་རྫོང་        | chu shur rdzong           | 曲水县     | Qūshuǐ Xiàn        | 30 000              | 1 624         |      |
| 6             | Tölung dechën  | སྟོད་ལུང་བདེ་ཆེན་རྫོང་ | stod lung bde chen rdzong | 堆龙德庆县 | Duīlóngdéqìng Xiàn | 40 000              | 2 672         |      |
| 7             | Tagce          | སྟག་རྩེ་རྫོང་        | stag rtse rdzong          | 达孜县     | Dázī Xiàn          | 30 000              | 1 361         |      |
| 8             | Mäldro gungkar | མལ་གྲོ་གུང་དཀར་རྫོང་ | mal gro gung dkar rdzong  | 墨竹工卡县 | Mòzhúgōngkǎ Xiàn   | 40 000              | 5 492         |      |